# Лойтерод
Лойтерод (нем. Leuterod) — община в Германии, в земле Рейнланд-Пфальц. 
Входит в состав района Вестервальд. Подчиняется управлению Виргес.  Население составляет 856 человек (на 31 декабря 2010 года). Занимает площадь 3,91 км².
Коммуна подразделяется на 2 сельских округа.